# Le Portrait de Dorian Gray (film, 1977)
Pour les articles homonymes, voir Le Portrait de Dorian Gray (homonymie).
Pour plus de détails, voir Fiche technique et Distribution.
Le Portrait de Dorian Gray est un film français réalisé par Pierre Boutron et sorti en 1977.
C'est une adaptation pour le cinéma du roman d'Oscar Wilde The Picture of Dorian Gray paru en 1890. Pierre Boutron l'avait précédemment mis en scène au théâtre.

## Synopsis
Un peintre médiocre doit son succès uniquement à sa position sociale. Il rencontre un jour Dorian Gray, un beau jeune homme, qui lui inspire un chef-d'œuvre troublant.

## Fiche technique
- Réalisation : Pierre Boutron
- Scénario : Pierre Boutron  d'après le roman d'Oscar Wilde The Picture of Dorian Gray
- Image : Gilbert Sandoz
- Productrice : Denise Petitdidier
- Musique : Anne-Marie Fijal
- Durée : 105 minutes
- Date de sortie : 27 juillet 1977

## Distribution
- Raymond Gérôme : Lord Henry Wotton
- Patrice Alexsandre : Dorian Gray
- Marie-Hélène Breillat : Sybil
- Denis Manuel : Basil Hallward
- Sacha Briquet : Hamlet
- Hélène Vallier : Lady Brandon
- Yves Le Moign' : Alan
- Anne-Marie Fijal : Francis
- Georges Ass : Un vieil invité lors du dîner spirituel
- François Siener : Un autre invité
- Marie Keime : Une invitée
- Simone Landry : La duchesse
- Jean-Claude Dreyfus : Le prêcheur
- Patrick Paroux : Le troisième homme
- Bernard Allouf : James Vane .